# Max Edrei
Max Edrei (* 8. Dezember 1889 in El Simbillâwein, Ägypten; † 27. September 1972 in Paris) war ein französischer Architekt, der von 1904 bis 1972 insbesondere in Douaumont, Paris, Alexandria sowie in Kairo tätig war.

## Leben
Max Edrei war ein Schüler von Eugène Marie Chifflot. Ab 1910 studierte er an der École des Beaux-Arts in Paris bei Gaston Redon. Zwischen 1914 und 1918 wurde sein Studium durch die Mobilisierung im Ersten Weltkrieg unterbrochen. Im Jahr 1920 schloss er sein Studium mit einem Diplom ab. Nach seinem Abschluss arbeitete er bis 1929 mit seinen ehemaligen Kommilitonen Léon Azéma und Jacques Hardy zusammen.

## Werke
- Frankreich
  - Beinhaus von Douaumont
- Alexandria:
  - Gebäude der Stiftung des Comte Miguel Debbane (zusammen mit dem Bau-Ing. Ferdinand J.Debbane), 1925
  - Villa der Familie des Max Rolo ( Immeuble Rolo, zusammen mit dem Bau-Ing. Ferdinand J.Debbane), in der  Sharia Batalsa Nr. 10 (früher Rue des Ptolémées), 1926. Heute Goethe-Institut Alexandria[2]
  - Villa Cicurel, 1926
  - Villa Barcilon, 1926
  - Collège St-Marc, 1926–28
  - Villa Tortilliat, 1927
  - Gebäude der Fond. Georges Tawil, 1927
  - Villa Gorra, 1930
  - Immeuble Toriel, 1932

- Kairo
  - Palais des Tribunaux mixtes, 1924–28
  - Villa Rateb bey, 1926
  - Exposition d'Agriculture, Portal, 1927
  - Villa Green, 1927
  - Villa Mourad bey Wahba, 1927
  - Villa Joseph Nahas bey, 1927
  - Immeuble Rabbath, 1928/29
  - Villa Sinnot, 1928–30
  - Immeuble Khayyat, 1937
  - Hôpital français, Pavillon 1939
  - Französisch-ägyptisches Lyzeum, Internat 1945
  - Wohnhochhaus Immobilia, 1938–40
  - Wohnhaus Isis, 1946–50
  - Wohnhaus Osiris, 1946–50
  - Wohnhaus Horus, 1946–50